# Gabriel Moreau
 (mai 2023).
Si vous disposez d'ouvrages ou d'articles de référence ou si vous connaissez des sites web de qualité traitant du thème abordé ici, merci de compléter l'article en donnant les références utiles à sa vérifiabilité et en les liant à la section « Notes et références ».
Pour les articles homonymes, voir Moreau.
Gabriel Moreau (né le 31 janvier 1874 à Paris et mort le 8 août 1933 à Paris) est un acteur français.

## Filmographie partielle
- 1906 : La Fille du sonneur d'Albert Capellani
- 1907 : Amour d'esclave d'Albert Capellani
- 1916 : La Tigresse royale (en) (Tigre reale) de Giovanni Pastrone
- 1921 : L'Homme mécanique (L'uomo meccanico) d'André Deed